# Prey//IV
Prey//IV è il primo album in studio da solista della cantante canadese Alice Glass, pubblicato nel 2022.

## Tracce
Testi e musiche di Alice Glass e Jupiter Keyes, eccetto dove indicato.
1. Prey – 1:49
2. Pinned Beneath Limbs – 1:55
3. Love Is Violence – 2:40
4. Baby Teeth – 2:25
5. Everybody Else – 3:55 (Alice Glass, Keyes, Illangelo, Matt Radosevich)
6. The Hunted – 2:47
7. Fair Game – 2:46
8. Witch Hunt – 2:58 (Alice Glass, Keyes, MØ)
9. Suffer and Swallow – 2:53
10. Suffer in Peace – 1:48
11. Animosity – 2:50
12. I Trusted You – 2:29
13. Sorrow Ends – 1:01